# Melem-Kish
Melem-Kish va ser el setzè rei o ensi de la primera dinastia de Kish a Sumer, esmentat a la llista de reis sumeris. La llista diu que va succeir al seu pare En-Me-Nuna i li assigna un mític regnat de 900 anys. Va governar en un període posterior al diluvi que s'acostuma a datar cap a l'any 2900 aC. El va succeir el seu germà Barsal-Nuna.